# Исидор Стојановић
Исидор Стојановић (Кањижа, 1809 — Београд, 12. јуна 1849) био је један од првих професора историје у Србији, ректор Лицеума Књажества сербског (касније Београдског лицеја) 1840/41. и 1845/46. и писац првог уџбеника из историје у Србији Пре'одница свеобште историје света, који је објављен у Београду 1844. године.

## Биографија
Исидор Стојановић рођен је 1808. године у Старом Бечеју, у Бачкој. Његов деда, такође Исидор, био је бечејски трговац и 1818. „надзиратељ школски”. Заједно са сином Јаковом, био је претплаћен на Вуков чувени Српски рјечник.
Стојановић је основну школу завршио у месту рођења, а гимназију и лицеј у Сегедину. Правне науке студирао је на Универзитету у Пешти, где је још на првој години, 1833, објавио књигу Наравоучителне басне, коју је посветио својој баби Анастазији и оцу Јакову Стојановићу.
Године 1835, на позив кнеза Милоша, долази у Србију, где ради прво као професор прве гимназије у Србији, а затим професор Лицеја, прве високе школе у Србији, директор Гимназије и у два наврата ректор Лицеја.
Од 1842. године био је члан Друштва српске словесности. Био је такође и члан Одбора просвештенија, члан Депутације главног фонда школске управе и депутат Лицеја на Петровској скупштини 1848. године. Један је од оснивача Недељне школе за описмењавање одраслих. Објавио је у Београду 1846. године књигу Брзоуки буквар намењену недељним или пофторним школама.
Писао је песме, чланке из историје и преводио са немачког језика. Сарађивао је у Забавнику, Уранији, Подунавки, Новинама српским, Гласилу Друштва српске словесности и др. Био је побратим Симе Милутиновића Сарајлије, коме је одржао посмртни говор. Сакупљао је и обављивао изворе за историју Првог српског устанка. Ишао је од села до села и реконструисао догађаје по сећањима сведока. Део те грађе објављен је посебно, у II и III књизи Гласник, гласила Друштва српске словесности.
Исидор Стојановић је био ожењен Катарином, богатом Влахињом, кћерком Гице Николајевића. Њихова кућа грађена од набоја била је 1842. године једина на западном Врачарском платоу. Иза куће се налазила „Врачарска рупа”, настала вађењем земље, у којој је Вучић Перишић држао заробљенике током Вучићеве буне.
Професор Исидор Стојановић умро је релативно млад, од колере, у Београду, 12. јуна 1849. године.

## Педагошка каријера
На позив кнеза Милоша, као студент III године, 1835. дошао је у Србију за професора Крагујевачке гимназије. Најпре је био професор Поезије. Предавао је старијим„ класама човечности” и био веома цењен и омиљен.
Половином марта 1839. године прелази у Лицеум Књажества сербског, односно Лицеј, прву високу школу у Србији, где заузима место Атанасија Теодоровића и предаје филозофију и општу историју све до јуна 1849. Као професор Лицеја вршио је и дужност директора Гимназије. Школске 1840/41. године био је ректор Лицеја. Када je 1841. године престоница премештена у Београд, а са њом и Лицеј и Исидор Стојановић прелази у Београд, где је школске 1845/46. године поново био ректор Лицеја.

## Објављене књиге
- Предајући општу историју на Лицеју, Стојановић је као професор имао задатак да задовољи потребу ондашњих школа за једним савременим уџбеником историје. Од Попечитељства просвештенија (тадашњег Министарства просвете) добио задатак да напише уџбеник из историје „по угледу на аутора Тецнера, а може тражити помоћ и од Ротека и Пелица”, како стоји у захтеву Министарства из 1840. године. Његов уџбеник „Пре'одница свеобште историје света”, која има 140 страна и садржи 8 краћих чланака, први је српски уџбеник из историје, објављен у Београду 1844. године. Чланци су превођени из списа Карла Венцеслава Ротека, немачког историчара из Фрајбурга. Једини оригиналан рад је чланак Карађорђева смрт, писан по угледу на Историју Симе Милутиновића Сарајлије. Тај рад је усмерен против кнеза Милоша, а рађен је с намером да забави читаоце.
- Много је значајнији његов рад на објављивању извора из наше прошлости. У његовој редакцији је 1848. године изашао Протокол Карађорђев.
- Године 1846. објавио је Брзоуки буквар, намењен српској омладини.

Стојановић је својим белешкама и грађом коју је објављивао у Гласнику друштва сербске словесности оставио видан траг у српској науци.